# Gouania lineata
Gouania lineata är en brakvedsväxtart som beskrevs av Louis René Tulasne. Gouania lineata ingår i släktet Gouania och familjen brakvedsväxter. Inga underarter finns listade i Catalogue of Life.